# Belvosia ferruginosa
Belvosia ferruginosa là một loài ruồi trong họ Tachinidae.